# Calendulauda burra
A Calendulauda burra a madarak (Aves) osztályának verébalakúak (Passeriformes) rendjéhez, ezen belül a pacsirtafélék (Alaudidae) családjába tartozó faj.

## Rendszerezése
A fajt Outram Bangs amerikai ornitológus írta le 1930-ban, az Ammomanes nembe Ammomanes burra néven. Sorolták a Certhilauda nembe Certhilauda burra néven is.

## Előfordulása
A Dél-afrikai Köztársaság területén honos, Namíbiai jelenléte bizonytalan. Természetes élőhelyei a szubtrópusi vagy trópusi füves puszták és cserjések. Állandó, nem vonuló faj.

## Megjelenése
Testhossza 19 centiméter, testtömege 32-43 gramm.

## Életmódja
Gerinctelenekkel táplálkozik.

## Szaporodása
Elterjedésének nyugati területein augusztustól októberig, keleti területein márciustól májusig költ.

## Természetvédelmi helyzete
Az elterjedési területe kicsi, egyedszáma 6300 példány alatti és folyamatosan csökken. A Természetvédelmi Világszövetség Vörös listáján sebezhető fajként szerepel.